# Eleocharis arseniflora
Eleocharis arseniflora är en halvgräsart som beskrevs av S.González, Tena och T.Alarcón. Eleocharis arseniflora ingår i släktet småsäv, och familjen halvgräs. Inga underarter finns listade i Catalogue of Life.